# Casa Saddam
Casa Saddam è una miniserie televisiva in quattro puntate coprodotta dal canale britannico BBC Television e da quello statunitense HBO.
Girata in Tunisia, la miniserie racconta la storia dall'ascesa alla caduta di Saddam Hussein e della sua famiglia dal 1979, anno in cui, da vicepresidente, fece cadere il presidente Ahmed Hassan al-Bakr, fino al 2003, con la cattura da parte degli angloamericani, il processo e l'esecuzione avvenuta nel 2006.
La serie viene trasmessa in prima visione assoluta nel Regno Unito sul canale BBC Two tra il 30 luglio e il 20 agosto 2008, mentre in Italia è stata trasmessa da Sky Cinema 1, martedì 17 e mercoledì 18 marzo 2009.

## Cast
- Yigal Naor: Saddam Hussein, presidente dell'Iraq (1979-2003)
- Shohreh Aghdashloo: Sajida Khairallah Talfah, prima moglie di Saddam
- Philip Arditti: Udai Hussein, primo figlio di Saddam
- Mounir Margoum: Qusai Hussein, secondo figlio di Saddam
- Agni Scott: Raghad Hussein, prima figlia di Saddam
- Shivani Ghai: Rana Hussein, seconda figlia di Saddam
- Amber Rose Revah: Hala Hussein, terza figlia di Saddam
- Bahram Ehsas: Mustafa Hussein, nipote di saddam, figlio di Qusai
- Christine Stephen-Daly: Samira Shahbandar, seconda moglie di Saddam
- Saïd Taghmaoui: Barzan Ibrahim, fratellastro di Saddam, capo dell'élite della Guardia Repubblicana Irachena
- Saïd Amadis: colonnello generale Adnan Khairallah, vice comandante in capo delle Forze armate irachene, fratello di Sajida
- Uri Gavriel: colonnello generale Ali Hassan al-Majid detto "Alì il Chimico", capo del Mukhabarat, agenzia di intelligence irachena e cugino di Saddam
- Amr Waked: colonnello generale Hussein Kamel al-Majid, marito di Raghad, nipote di Ali Hassan, in seguito capo dell'élite della Guardia Repubblicana e comandante dell'esercito iracheno
- Makram Khoury: Tareq Aziz, vice-primo ministro, ministro degli esteri iracheno e migliore amico di Saddam
- Daniel Lundh: colonnello Saddam Kamel al-Majid, marito di Rana, fratello di Hussein Kamel, nipote di Alì il Chimico
- Akbar Kurtha: Kamel Hana Gegeo, aiutante personale di Saddam e suo assaggiatore.
- Jihed Mejrissi: Mohammad Barzan al-Tikriti, nipote di Saddam, figlio del fratellastro Barzan

## Errori
La sceneggiatura, che vuole rappresentare storicamente i fatti relativi alla vita e all'epoca di Saddam, rappresenta in video i seguenti errori:
- All'inizio della I parte, nel 1979 mentre Saddam e gli altri guardano le dimostrazioni iraniane pro-Khomeini in TV, la gente urla, "Morte a chi si oppone al leader!" ma nei sottotitoli si dice: "Morte ai seguaci di Saddam!" ma Saddam a quel tempo non è ancora il leader iracheno.
- Durante la III parte, Saddam e la sua famiglia guardano Hussein Kamel denunciare alla televisione la dittatura di Saddam sull'Iraq. La televisione che stanno guardando è un modello a schermo piatto della LG.  La III parte è ambientata nel 1995, prima che siano disponibili tv a schermo piatto (la Fujitsu mise in vendita il suo primo modello nel 1997).
- Molte autovetture utilizzate nel film comprendono moderne Volkswagen e limousine Lincoln Town Car che all'epoca in cui viene ambientato il film ancora non esistevano.
- La seconda moglie di Saddam, Samira, viene ritratta nel ruolo di insegnante. Nella realtà, la prima moglie, Sajida, era una dirigente di scuole superiori, mentre la seconda moglie era medico.
- Nel IV episodio l'auto di Qusai mostra una targa tunisina, rivelando che il luogo delle riprese cinematografiche è in Tunisia.
- Uday nella IV parte non è ripreso con le disabilità motorie, ed il fallito tentato omicidio di cui rimase vittima nel 1996 non è trattato dalla miniserie.